# Grații

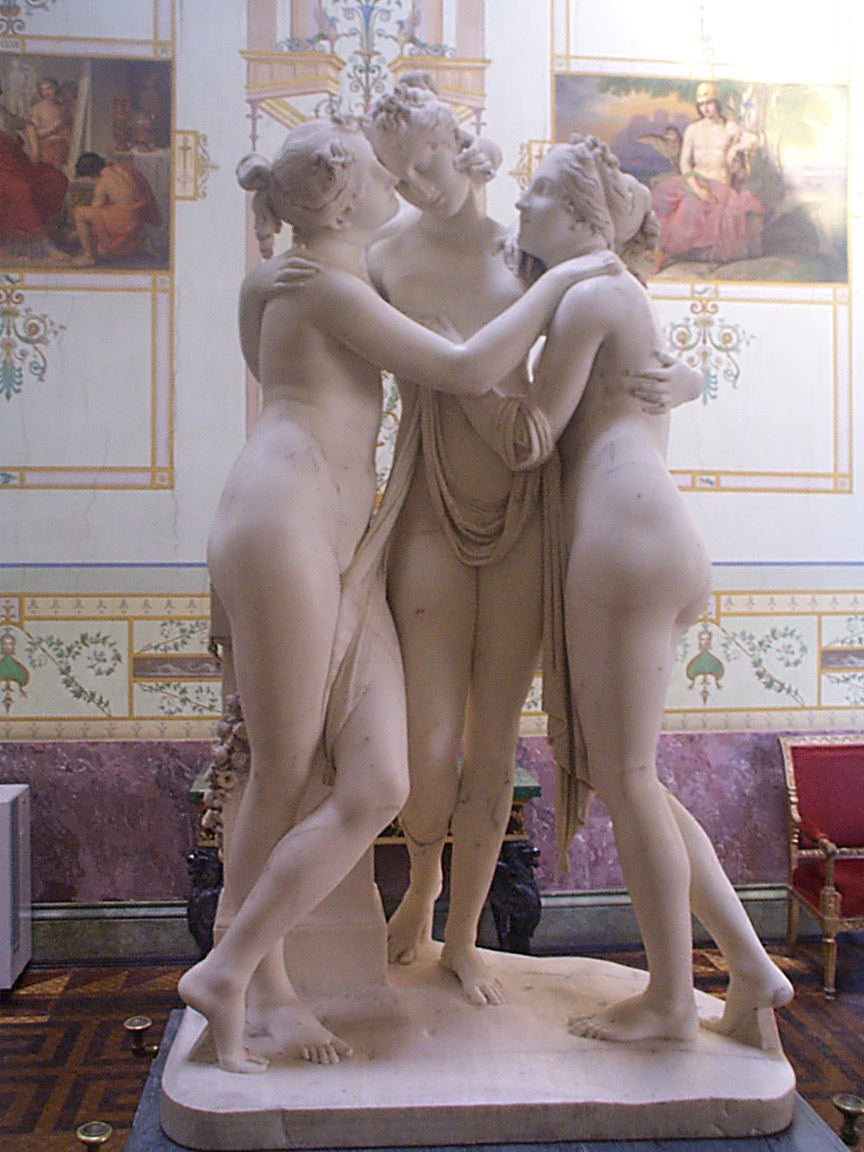
„Cele trei Graţii”
(sculptură de Antonio Canova)

În mitologia greacă, Grațiile (sau Cele trei Grații) sau Haritele (în greacă: Χάριτες, Harites) erau personificări ale grației și frumuseții feminine. Romanii le numeau Gratiae. Erau fiicele lui Zeus și ale Eurynomei, trei la număr: Aglaea, Euphrosyne și Thalia. Sălășluiau în Olimp, unde trăiau alături de muze, și erau deopotrivă protectoarele poeților. Erau socotite când însoțitoarele lui Apollo, când ale Atenei sau ale Aphroditei, mai rar ale lui Dionysos.

## Galerie de imagini

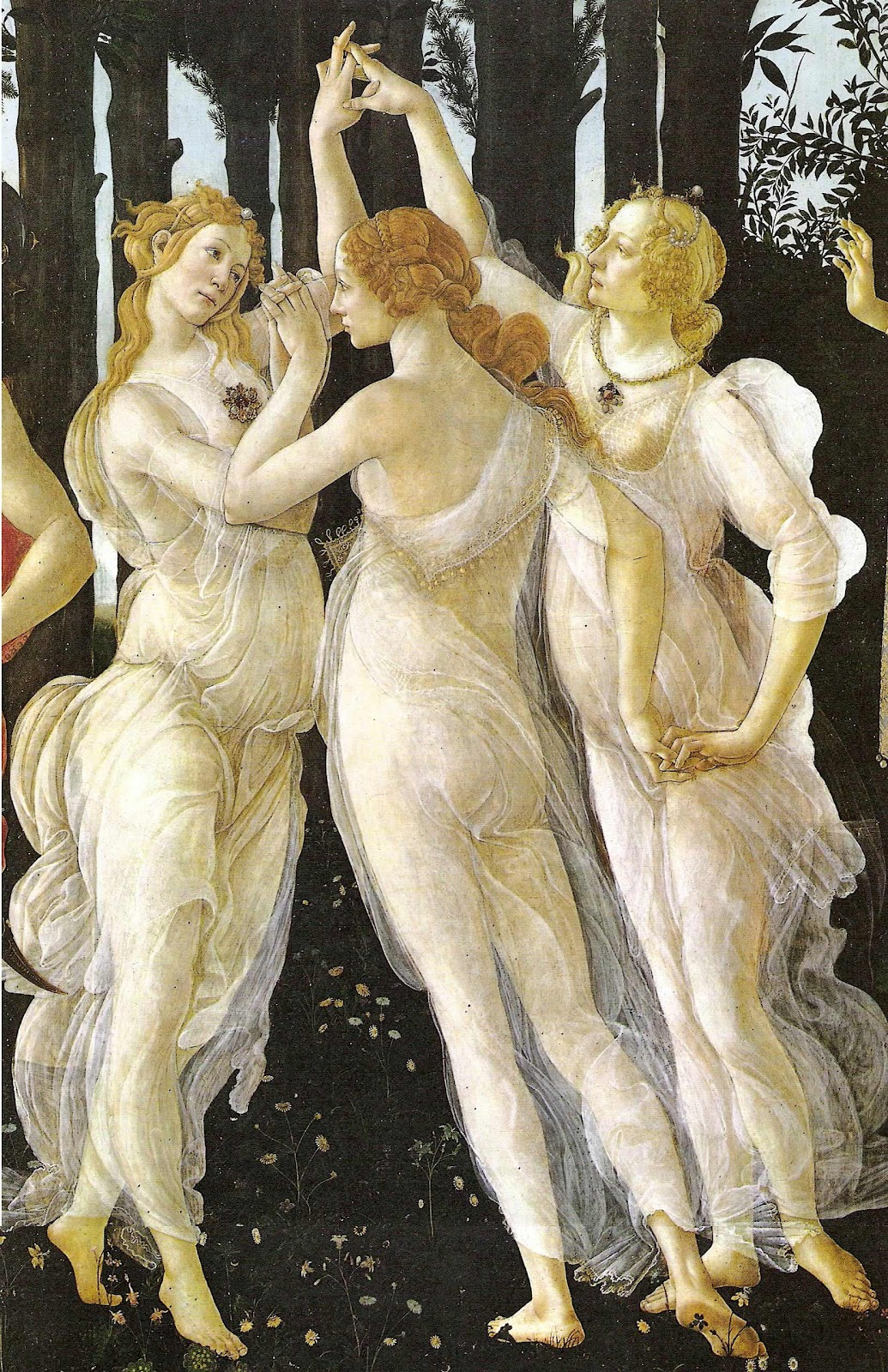
Sandro Botticelli - „Cele Trei Graţii” (detaliu din tabloul „Primavera”, 1482-87)
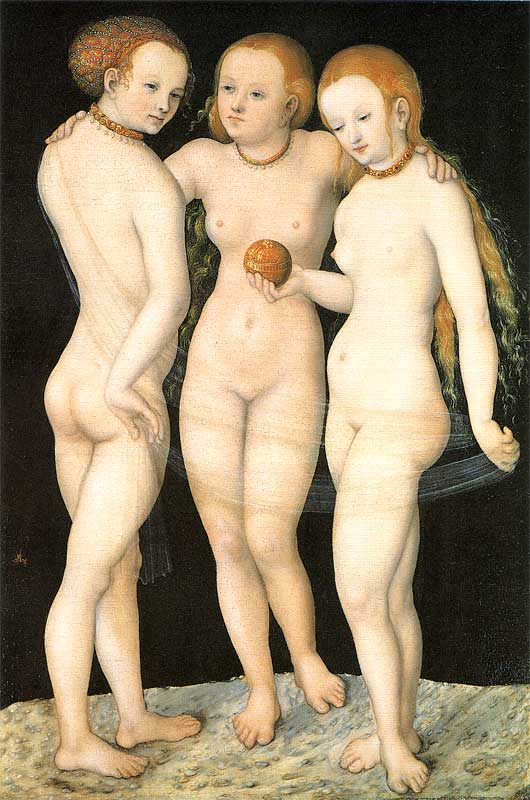
Lucas Cranach cel Bătrân - „Cele Trei Graţii” (1530)
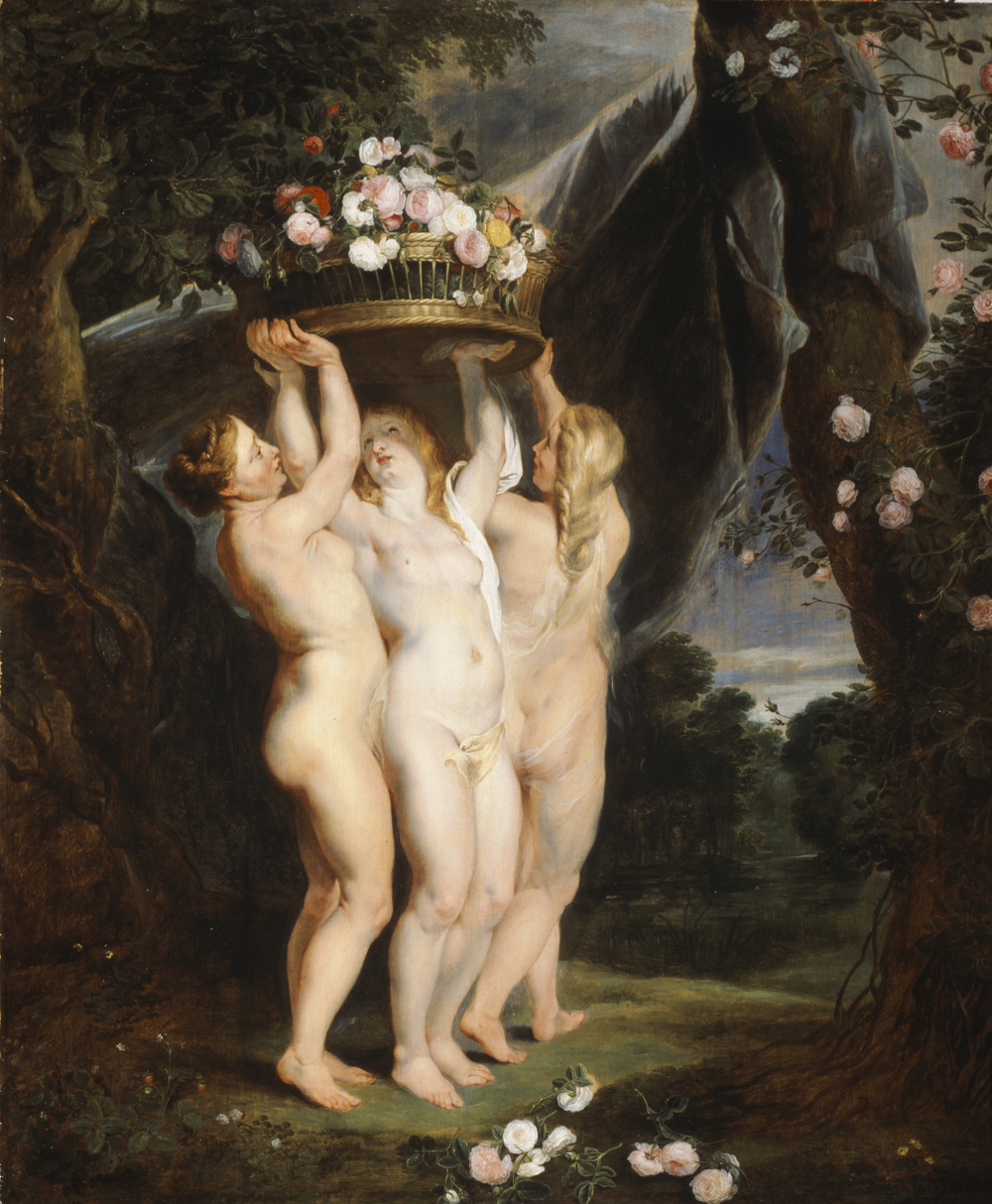
Peter Paul Rubens - „Cele Trei Graţii” (1620-1624)